# Maria Zilda de Jesus Silva
Maria Zilda de Jesus Silva (Itapetinga, Bahia, 1943 – Fazenda Mocambo, Barra do Choça, Bahia, 29 de outubro de 1994), foi uma integrante do Movimento dos Trabalhadores e Trabalhadoras Rurais sem Terra (MST) no Sudoeste da Bahia.
Foi brutalmente assassinada com um tiro nas costas durante a ocupação da Fazenda Mocambo, quando estava grávida de cerca de 5 ou 6 meses. Maria Zilda foi uma das primeiras vítimas desse ataque, assim como Manoel Bonfim e Pedro de Almeida, que eram seus companheiros de luta.

## Biografia
Maria Zilda nasceu em 1943 na cidade de Itapetinga, Bahia, e tornou-se integrante do grupo social MST (Movimento dos Trabalhadores e Trabalhadoras Rurais Sem Terra), movimento de massas autônomo que procura articular e organizar os trabalhadores rurais e a sociedade para conquistar a reforma agrária e um projeto popular em nosso país.
Sua trajetória foi marcada por sua participação destemida em enfrentamentos contra o latifúndio e a favor da transformação social, a fim de que, em vez de concentração de terras improdutivas em um só poder, houvesse moradias para trabalhadores rurais produzirem alimentos e garantir sua sobrevivência. Maria Zilda é descrita pelos moradores da região como uma mulher batalhadora, trabalhadora, que lutava pelos seus direitos e que, independentemente da sua condição, sempre ajudava outras famílias.

## O assassinato
Em 17 de abril de 1994, trabalhadores e trabalhadoras rurais sem terra saíram em marcha com quase 1.200 famílias com objetivo de ocupar terras para se instalarem. Essas famílias ocuparam a Fazenda Santa Emília, localizada no município de Vitória da Conquista, Bahia, onde ficaram acampadas por aproximadamente quatro meses. No entanto, após o passar desses quatro meses, o dono da fazenda ganhou com um processo judicial por meio do qual conseguiu a reintegração de sua terra, impossibilitando a permanência dessas famílias em tal localidade.    
Deste modo, famílias foram obrigadas a sair em busca de novas terras para poderem ocupar. Nesse cenário, Maria Zilda se destacou ao não medir esforços para tornar aquela situação menos desconfortável para os acampados, liderando um grupo de mulheres que trabalhavam em campanhas de arrecadação de alimentos.
Foi em 29 de outubro de 1994, na ocupação da fazenda Mocambo, no município de Barra do Choça, Bahia, que, em meio às atividades diárias, os acampados foram surpreendidos por um grupo de 30 homens armados, sendo alguns deles polícias civis, que, segundo relatos de pessoas da região, tiveram como seu mandante o proprietário da fazenda. O massacre teve como uma de suas primeiras vítimas Maria Zilda de Jesus Silva, atingida com um tiro nas costas aos seus 51 anos, além de Manoel Bonfim, que morreu aos 39 anos, e outro companheiro que não teve o nome informado, que morreu a caminho do hospital.
Desde então, Maria Zilda e seu companheiro de luta Manoel Bomfim têm recebido homenagens na região, sendo eternizados em nomes de escolas no atual Assentamento Mocambo.